# Ala I Augusta Ituraeorum

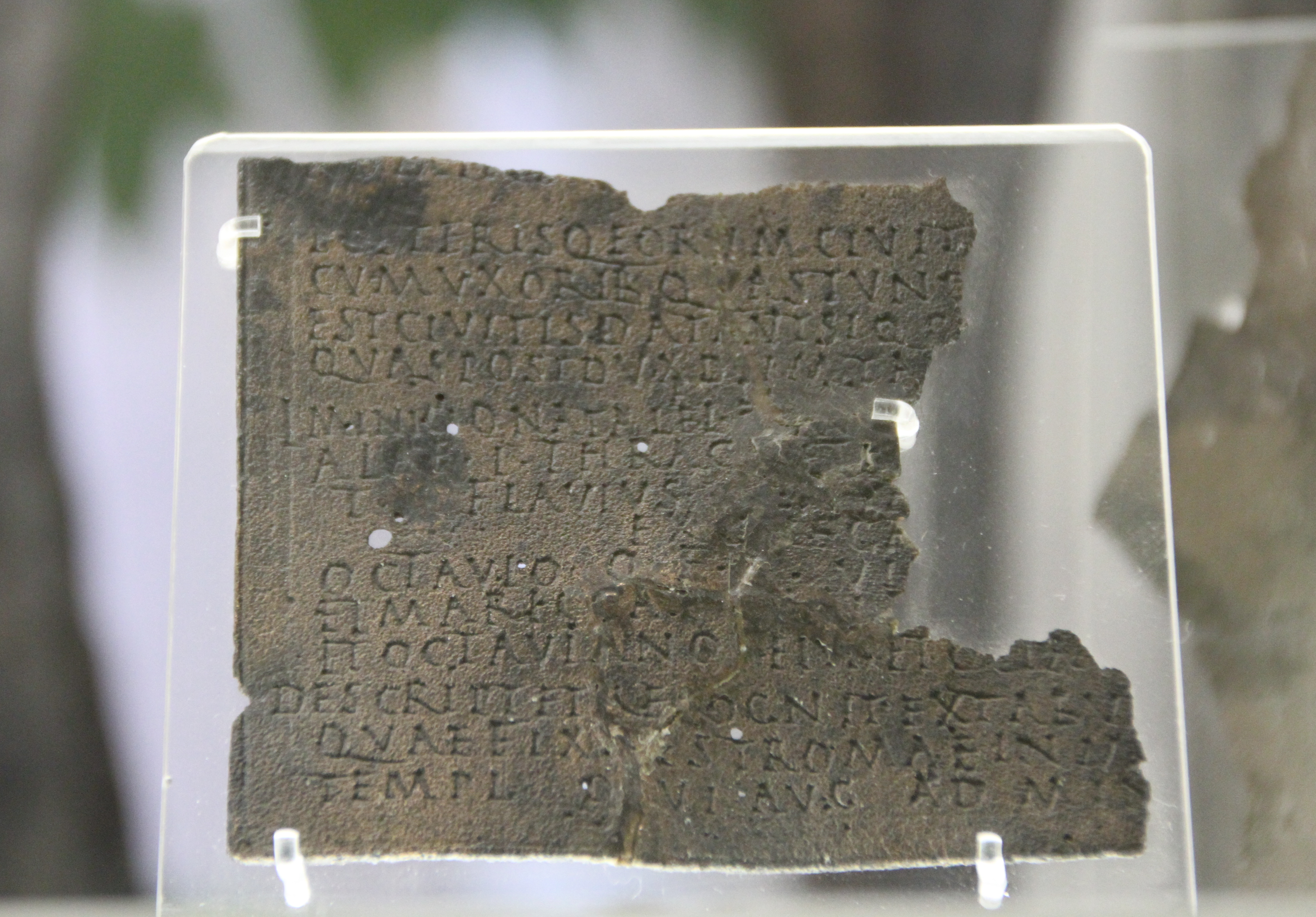
Das Militärdiplom von 139 n. Chr.

Die Ala I Augusta Ituraeorum [sagittariorum oder sagittaria] (deutsch 1. Ala die Augusteische aus Ituräa [der Bogenschützen]) war eine römische Auxiliareinheit. Sie ist durch Militärdiplome und Inschriften belegt.

## Namensbestandteile
- Ala: Die Ala war eine Reitereinheit der Auxiliartruppen in der römischen Armee.

- I: Die römische Zahl steht für die Ordnungszahl die erste (lateinisch prima). Daher wird der Name dieser Militäreinheit als Ala prima .. ausgesprochen.

- Augusta: die Augusteische. Die Ehrenbezeichnung bezieht sich auf Augustus.

- Ituraeorum: aus Ituräa. Die Soldaten der Ala wurden bei Aufstellung der Einheit auf dem Gebiet von Ituräa rekrutiert.

- sagittariorum oder sagittaria: der Bogenschützen. Der Zusatz kommt in den Militärdiplomen von 124 und 150 sowie auf Ziegeln[1] vor.

Da es keine Hinweise auf den Namenszusatz milliaria (1000 Mann) gibt, war die Einheit eine Ala quingenaria. Die Sollstärke der Ala lag bei 480 Mann, bestehend aus 16 Turmae mit jeweils 30 Reitern.

## Geschichte
Die Ala war in den Provinzen Pannonia und Dacia stationiert. Sie ist auf Militärdiplomen für die Jahre 98 bis 192 n. Chr. aufgeführt.
Die Einheit wurde entweder bereits unter Augustus aufgestellt oder aber unter Nero für einen geplanten Feldzug gegen die Parther. Sie kam vermutlich mit Vespasian nach Italien und erhielt möglicherweise von ihm die Ehrenbezeichnung Augusta. Der erste Nachweis der Einheit in Pannonia beruht auf einem Diplom, das auf 98 datiert ist. In dem Diplom wird die Ala als Teil der Truppen (siehe Römische Streitkräfte in Pannonia) aufgeführt, die in der Provinz stationiert waren.
Die Ala nahm am zweiten Dakerkrieg Trajans um 105/106 teil und wurde danach in der neuen Provinz Dacia stationiert. Der erste Nachweis der Einheit in Dacia beruht auf Diplomen, die auf 110 datiert sind. In den Diplomen wird die Ala als Teil der Truppen (siehe Römische Streitkräfte in Dacia) aufgeführt, die in der Provinz stationiert waren. Weitere Diplome, die auf 114 bis 124 datiert sind, belegen die Einheit in derselben Provinz (beziehungsweise ab 124 in Dacia superior).
Zu einem unbestimmten Zeitpunkt zwischen 124 und 135 wurde die Einheit in die Provinz Pannonia inferior verlegt, wo sie erstmals durch ein Diplom nachgewiesen ist, das auf 135 datiert ist. Weitere Diplome, die auf 139 bis 192 datiert sind, belegen die Einheit in derselben Provinz. Aus dem Diplom von 150 geht hervor, dass eine Vexillation der Ala vorübergehend nach Mauretania Caesariensis verlegt worden war, um an der Niederschlagung eines Aufstandes teilzunehmen; darüber hinaus wurden auch Inschriften der Einheit in dieser Provinz gefunden.
Der letzte Nachweis der Ala beruht auf einer Inschrift, die auf 201/230 datiert ist.

## Standorte
Standorte der Ala in Pannonia waren möglicherweise:
- Arrabona (Győr): Die Grabsteine von Acrabanis, Albanus und Bargathes sowie eine weitere Inschrift[9] wurden hier gefunden.
- Intercisa (Dunaújváros): Die Ala errichtete das erste Kastell in Intercisa.[4] Der Grabstein von Iantumalius sowie Ziegel[1] mit dem Stempel AL I S wurden hier gefunden.
- Rittium (Surduk): Die Ala wurde vermutlich hier stationiert, nachdem sie aus Dacia superior nach Pannonia inferior verlegt worden war.
- Solva (Esztergom): Ziegel mit dem Stempel ALA R I S wurden hier gefunden.[4]

Standorte der Kohorte in Dacia waren möglicherweise:
- Micia: Der Grabstein von Caius Licinius wurde hier gefunden.

## Angehörige der Ala
Folgende Angehörige der Ala sind bekannt:

### Kommandeure
| - Gaius Vettius Priscus: er wird auf zwei Diplomen von 110 als Kommandeur genannt. - C(aius) Va[]: er wird auf dem Diplom von 154 als Kommandeur genannt. | - Iovius Tusculanus, ein Präfekt (CIL 3, 10222). |

### Sonstige
| - [?], vermutlich ein Reiter (CIL 3, 11083) - Acrabanis (CIL 3, 4367) - Ael(ius) Victorinus, ein Duplicarius (CIL 3, 3677) - Albanus, ein Decurio (CIL 3, 4368) - Aur(elius) Mucianus, ein Soldat (CIL 3, 15171) - Bargathes, ein Reiter (CIL 3, 4371) - C. Beliabo (AE 1955, 131) - C(aius) Licinius, ein Veteran (CIL 3, 1382) - Cla(udis) Rufinus, ein Decurio (CIL 6, 421) - Hanicus (CIL 3, 4367) - Iantumalius, ein Reiter (RIU 5, 1233) - Iulius Gallianus, ein Reiter (AE 1955, 131) - Iul(ius) Iulianus, ein Veteran (IMS 1, 115) | - Lucanus, ein Decurio (CIL 3, 4368) - L(ucius) Septimius Lister, ein Veteran (CIL 3, 3446) - Mantaeus (AE 1955, 131) - Marsua, ein Soldat: eines der Diplome von 110 (ZPE-176-221) wurde für ihn ausgestellt. - Niger, ein Decurio (CIL 3, 11083) - Se(ntius) Exoratus, ein Decurio (AE 1975, 951) - Soba, ein Soldat: das Diplom von 154 wurde für ihn ausgestellt. - Spectatius Viator, ein Decurio (AE 1975, 951) - Thaemus, ein Soldat: eines der Diplome von 110 (CIL 16, 57) wurde für ihn ausgestellt. - Tib(erius) Iulius Reitugenus, ein Decurio (CIL 3, 4368) - Ursio, ein Decurio (CIL 6, 421) - Zanis, ein Decurio (CIL 3, 4371) |